# Volta à Turquia de 2011
A Volta à Turquia de 2011, foi 47.ª edição da competição, que decorreu de 24 de abril a 1 de maio de 2011, sobre um traçado de 1.388,7 km.
A prova pertenceu ao UCI Europe Tour de 2010-2011 dos Circuitos Continentais da UCI, dentro da máxima categoria para voltas de várias etapas: 2.hc.
Seu vencedor final na classificação geral foi o russo Alexander Efimkin, da equipa Type 1-Sanofi Aventis, depois de ser o mais forte de um grupo de 10 corredores que ganharam vantagem ao pelotão em mais de 11 minutos na 5.ª etapa.

## Equipas participantes
Tomaram parte na corrida 22 equipas com entre 6 (Liquigas-Cannondale) e 8 corredores a cada um, sendo ao todo 168 os ciclistas que a começaram, dos que a acabaram 137. As equipas participantes foram:

### EquipasUCI ProTeam
- Team Garmin-Cervélo
- Omega Pharma-Lotto
- Lampre-ISD
- Liquigas-Cannondale
- Saxo Bank-Sungard
- Pro Team Astana

### EquipasProfissionais Continentais
- Cofidis, le Crédit en Ligne
- FDJ
- Colnago-CSF Inox
- Androni Giocattoli
- Veranda's Willems-Accent
- Farnese Vini-Neri Sottoli
- Team NetApp
- SpiderTech powered by C10
- De Rosa-Ceramica Flaminia
- Caja Rural
- Skil-Shimano
- Team Type 1-Sanofi Aventis
- Colombia es Pasión-Café de Colombia
- Andalucía Caja Granada

### EquipasContinentais
- Manisaspor Cycling Team
- Konya-Torku Seker Spor-Vivelo

## Etapas
| Etapa | Rota                | Distância | Data                       | Vencedor da etapa   |
| ----- | ------------------- | --------- | -------------------------- | ------------------- |
| 1.ª   | Istambul-Istambul   | 140,1 km  | domingo, 24 de abril       | Andrea Guardini     |
| 2.ª   | Kusadasi-Turgutreis | 178 km    | segunda-feira, 25 de abril | Valentin Iglinskiy  |
| 3.ª   | Bodrum-Marmaris     | 166 km    | terça-feira, 26 de abril   | Manuel Belletti     |
| 4.ª   | Marmaris-Pamukkale  | 207 km    | quarta-feira, 27 de abril  | Alessandro Petacchi |
| 5.ª   | Denizli -Fethiye    | 218,6 km  | quinta-feira, 28 de abril  | Matteo Rabottini    |
| 6.ª   | Fethiye-Finike      | 184 km    | sexta-feira, 29 de abril   | André Greipel       |
| 7.ª   | Tekirova-Manavgat   | 138 km    | sábado, 30 de abril        | Andrea Guardini     |
| 8.ª   | Sida-Alanya         | 157 km    | domingo, 1 de maio         | Kenny van Hummel    |

## Classificações finais

### Classificação geral
| Posição | Ciclista          | Equipa                      | Tempo       |
| ------- | ----------------- | --------------------------- | ----------- |
|         | Alexander Efimkin | Type 1-Sanofi Aventis       | 33h 45' 48" |
| 2       | Andrey Zeits      | Astana                      | + 1' 13"    |
| 3       | Thibaut Pinot     | FDJ                         | + 1' 33"    |
| 4       | Thomas Peterson   | Garmin-Cervélo              | + 1' 50"    |
| 5       | Cameron Wurf      | Liquigas-Cannondale         | + 2' 17"    |
| 6       | Bartosz Huzarski  | NetApp                      | + 11' 12"   |
| 7       | Egoitz García     | Caja Rural                  | + 11' 17"   |
| 8       | Wesley Sulzberger | FDJ                         | + 11' 19"   |
| 9       | Riccardo Chiarini | Androni Giocattoli          | + 11' 23"   |
| 10      | Nicolas Edet      | Cofidis, le Crédit en Ligne | m.t.        |

### Classificação da montanha
| Posição | Ciclista            | Equipa                              | Pontos |
| ------- | ------------------- | ----------------------------------- | ------ |
|         | Luis Felipe Laverde | Colombia es Pasión-Café de Colombia | 26     |
| 2       | Alexander Efimkin   | Team Type 1-Sanofi Aventis          | 20     |
| 3       | Yoann Bagot         | Cofidis, le Crédit en Ligne         | 16     |

### Classificação por pontos
| Posição | Ciclista            | Equipa                   | Pontos |
| ------- | ------------------- | ------------------------ | ------ |
|         | Alessandro Petacchi | Lampre-ISD               | 69     |
| 2       | Stefan Van Dijk     | Veranda's Willems-Accent | 52     |
| 3       | Tyler Farrar        | Garmin-Cervélo           | 49     |

### Classificação dos sprints especiais
| Posição | Ciclista            | Equipa                    | Pontos |
| ------- | ------------------- | ------------------------- | ------ |
|         | Arturo Mora         | Caja Rural                | 10     |
| 2       | Alessandro Petacchi | Lampre-ISD                | 5      |
| 3       | Andrea Guardini     | Farnese Vini-Neri Sottoli | 5      |

### Classificação por equipas
| Posição | Equipa                      | Tempo        |
| ------- | --------------------------- | ------------ |
|         | FDJ                         | 101h 39' 41" |
| 2       | Astana                      | + 1' 32"     |
| 3       | Cofidis, le Crédit en Ligne | + 11' 52"    |